# Biton namaqua
Biton namaqua är en spindeldjursart som först beskrevs av Kraepelin 1899.  Biton namaqua ingår i släktet Biton och familjen Daesiidae. Inga underarter finns listade.